# Lorenzo Zazzeri
Lorenzo Zazzeri (Florencia, 9 de agosto de 1994) es un cabo del Ejército y deportista italiano que compite en natación, especialista en el estilo libre.
Participó en dos Juegos Olímpicos de Verano, en los años 2020 y 2024, obteniendo una medalla de plata en Tokio 2020, en la prueba de 4 × 100 m libre.
Ganó cuatro medallas en el Campeonato Mundial de Natación entre los años 2022 y 2025, y cinco medallas en el Campeonato Mundial de Natación en Piscina Corta entre los años 2018 y 2024.
Además, obtuvo tres medallas en el Campeonato Europeo de Natación entre los años 2018 y 2022, y ocho medallas en el Campeonato Europeo de Natación en Piscina Corta entre los años 2017 y 2023.
En 2021 fue nombrado oficial de la Orden al Mérito de la República Italiana. Estudió el doctorado de Educación Física, Deporte y Salud en la Universidad de Florencia.

## Palmarés internacional
| Juegos Olímpicos                    | Juegos Olímpicos       | Juegos Olímpicos  | Juegos Olímpicos     |
| Año                                 | Lugar                  | Medalla           | Prueba               |
| ----------------------------------- | ---------------------- | ----------------- | -------------------- |
| 2020                                | Tokio (Japón)          | Medalla de plata  | 4 × 100 m libre      |
| Campeonato Mundial                  |                        |                   |                      |
| Año                                 | Lugar                  | Medalla           | Prueba               |
| 2022                                | Budapest (Hungría)     | Medalla de bronce | 4 × 100 m libre      |
| 2023                                | Fukuoka (Japón)        | Medalla de plata  | 4 × 100 m libre      |
| 2024                                | Doha (Catar)           | Medalla de plata  | 4 × 100 m libre      |
| 2025                                | Singapur (Singapur)    | Medalla de plata  | 4 × 100 m libre      |
| Campeonato Mundial en Piscina Corta |                        |                   |                      |
| Año                                 | Lugar                  | Medalla           | Prueba               |
| 2018                                | Hangzhou (China)       | Medalla de bronce | 4 × 50 m libre       |
| 2021                                | Abu Dabi (EAU)         | Medalla de oro    | 4 × 50 m libre       |
| 2021                                | Abu Dabi (EAU)         | Medalla de plata  | 4 × 100 m libre      |
| 2021                                | Abu Dabi (EAU)         | Medalla de bronce | 4 × 50 m estilos     |
| 2024                                | Budapest (Hungría)     | Medalla de plata  | 4 × 100 m libre      |
| Campeonato Europeo                  |                        |                   |                      |
| Año                                 | Lugar                  | Medalla           | Prueba               |
| 2018                                | Glasgow (Reino Unido)  | Medalla de plata  | 4 × 100 m libre      |
| 2021                                | Budapest (Hungría)     | Medalla de bronce | 4 × 100 m libre      |
| 2022                                | Roma (Italia)          | Medalla de oro    | 4 × 100 m libre      |
| Campeonato Europeo en Piscina Corta |                        |                   |                      |
| Año                                 | Lugar                  | Medalla           | Prueba               |
| 2017                                | Copenhague (Dinamarca) | Medalla de plata  | 4 × 50 m libre       |
| 2021                                | Kazán (Rusia)          | Medalla de oro    | 4 × 50 m estilos     |
| 2021                                | Kazán (Rusia)          | Medalla de plata  | 50 m libre           |
| 2021                                | Kazán (Rusia)          | Medalla de plata  | 4 × 50 m libre       |
| 2021                                | Kazán (Rusia)          | Medalla de plata  | 4 × 50 m libre mixto |
| 2023                                | Otopeni (Rumania)      | Medalla de oro    | 4 × 50 m estilos     |
| 2023                                | Otopeni (Rumania)      | Medalla de plata  | 4 × 50 m libre       |
| 2023                                | Otopeni (Rumania)      | Medalla de plata  | 4 × 50 m libre mixto |